# Мејфилд (Јута)
Мејфилд (енгл. Mayfield) град је у америчкој савезној држави Јута.

## Демографија
По попису из 2010. године број становника је 496, што је 76 (18,1%) становника више него 2000. године.
| Група             | 2000.       | 2010.       |
| Белци             | 408 (97,1%) | 488 (98,4%) |
| Афроамериканци    | 0 (0,0%)    | 0 (0,0%)    |
| Азијати           | 0 (0,0%)    | 2 (0,4%)    |
| Хиспаноамериканци | 5 (1,2%)    | 3 (0,6%)    |
| Укупно            | 420         | 496         |